# 울리히 벨링
울리히 벨링(독일어: Ulrich Wehling, 1952년 7월 8일~)은 동독의 전직 노르딕 복합 선수이자 독일의 스키 지도자, 심판이다. 올림픽에서 3회 연속(1972, 1976, 1980)으로 노르딕 복합 개인전에서 금메달을 획득했으며 동계 올림픽에서 3회 연속으로 금메달을 획득한 최초의 선수이다.